# 스레텐 스레테노비치
스레텐 스레테노비치(Miloš Bosančić, 세르비아어: Cpeтeн Cpeтeнoвић, 1985년 1월 12일 ~ )는 세르비아의 전 축구 선수이다. K리그 시절 등록명은 스레텐이다.

## 축구인 경력

### 클럽 경력
라드 베오그라드의 유소년 팀을 거쳐 2005년 성인 팀에서 데뷔하였다. 2006-07 시즌 라드가 1부 리그로 승격하는데 실패하자 이적을 추진하였고 포르투갈의 SL 벤피카로 이적하였다.
이후 러시아, 루마니아 등지의 여러 팀을 거쳤지만 자리를 잡지 못하였고 2011년 1월 31일 올림피야 류블랴나로 이적하였다. 데뷔 시즌 성공적인 모습을 보인 후 2011-12 시즌 팀의 주장으로 선임되었다.
파르티잔을 거쳐 2013년 경남 FC로 이적하여 주전 수비수로 도약하였다.